# Jan Maśląg
Jan Maśląg (ur. 12 czerwca 1905 w Pieczonogach, zm. 8 października 1946 w Antolce) – oficer aparatu bezpieczeństwa PRL.

## Życiorys
Syn Józefa i Franciszki. Jego młodszy brat Władysław również był oficerem aparatu bezpieczeństwa PRL. W okresie II RP działał w KPP. Podczas okupacji członek AL, dowódca placówki w Janowicach. Po zakończeniu wojny został funkcjonariuszem aparatu bezpieczeństwa. W randze porucznika pełnił m.in. funkcje oficera śledczego i p.o. zastępcy szefa PUBP w Miechowie (od lutego 1945 do stycznia 1946). Na tym stanowisku wyróżniał się gorliwością w ściganiu i prześladowaniu byłych żołnierzy AK. Uchwałą Prezydium KRN z dnia 12 czerwca 1946 odznaczony Orderem Krzyża Grunwaldu III klasy.
8 października 1946 w Antolce został zastrzelony przez partyzantów antykomunistycznego podziemia.